# Hořetice (Křečovice)
Hořetice je malá vesnice, část obce Křečovice v okrese Benešov. Nachází se asi 3 km na jihovýchod od Křečovic. V roce 2009 zde bylo evidováno 31 adres.
Hořetice je také název katastrálního území o rozloze 7,59 km². V katastrálním území Hořetice leží i Brdečný, Hodětice, Hůrka a Strážovice.

## Historie
První písemná zmínka o vesnici pochází z roku 1271.
Za druhé světové války se ves stala součástí vojenského cvičiště Zbraní SS Benešov a její obyvatelé se museli 31. října 1943 vystěhovat.

## Galerie

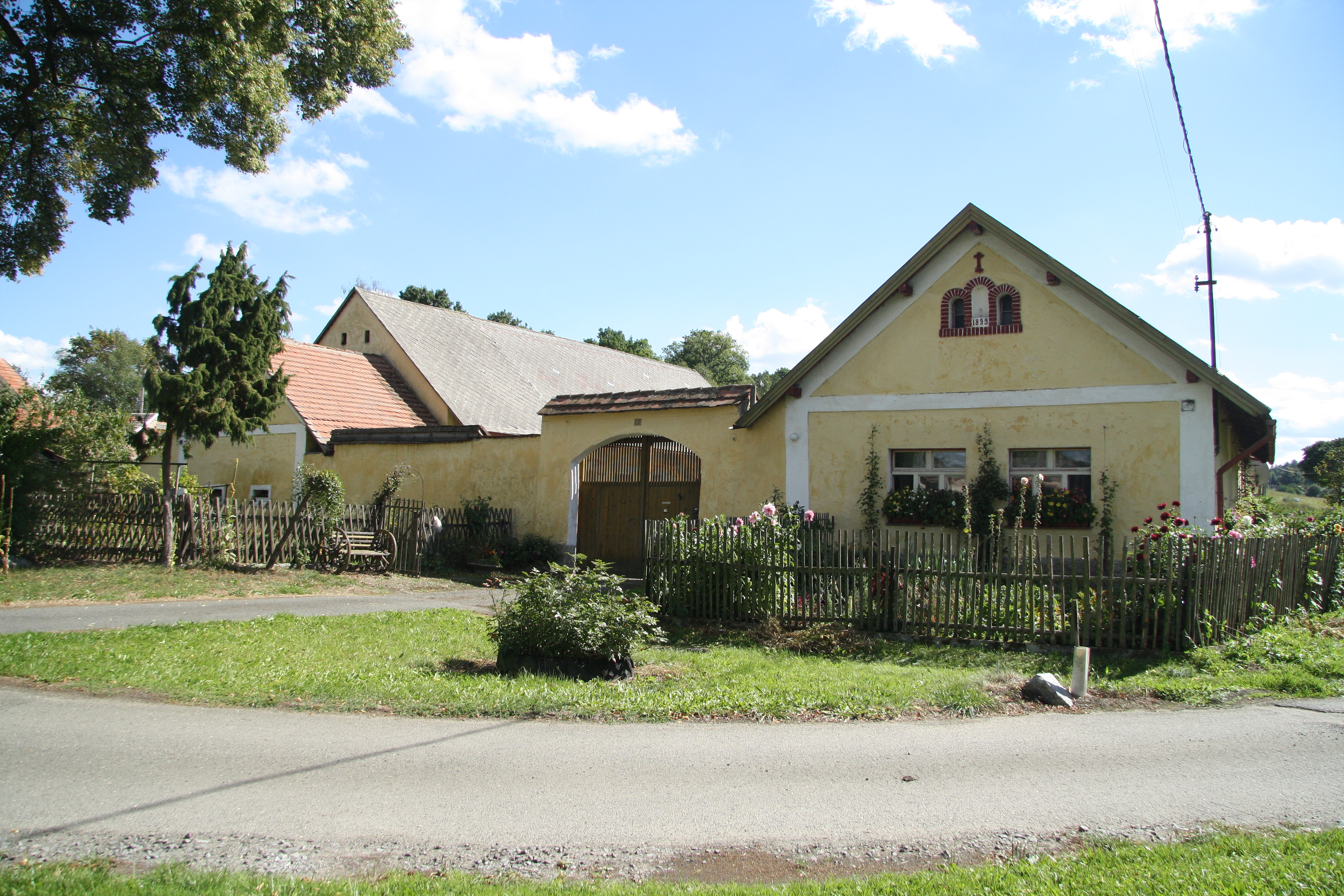
Dům
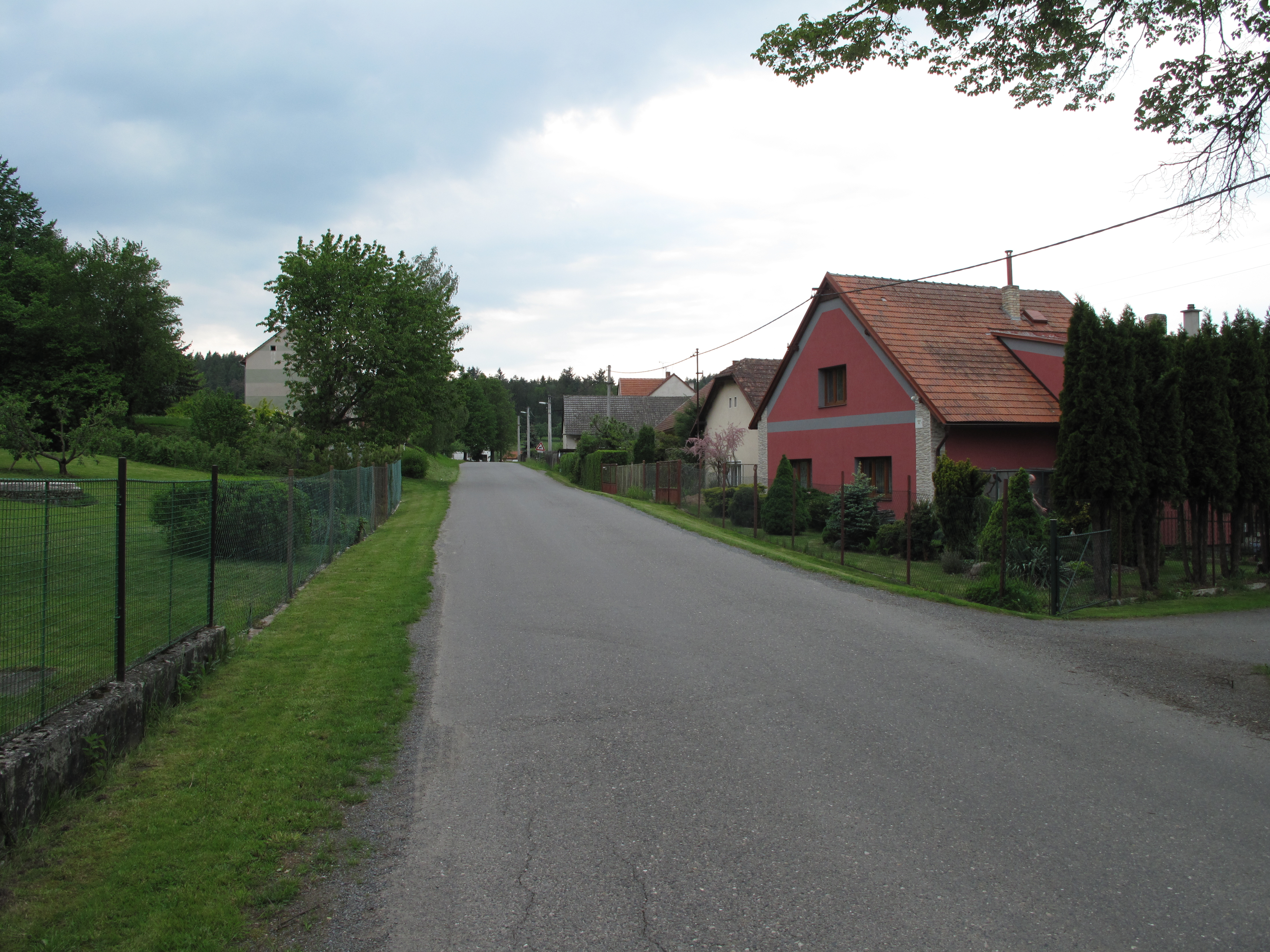
Domy u silnice
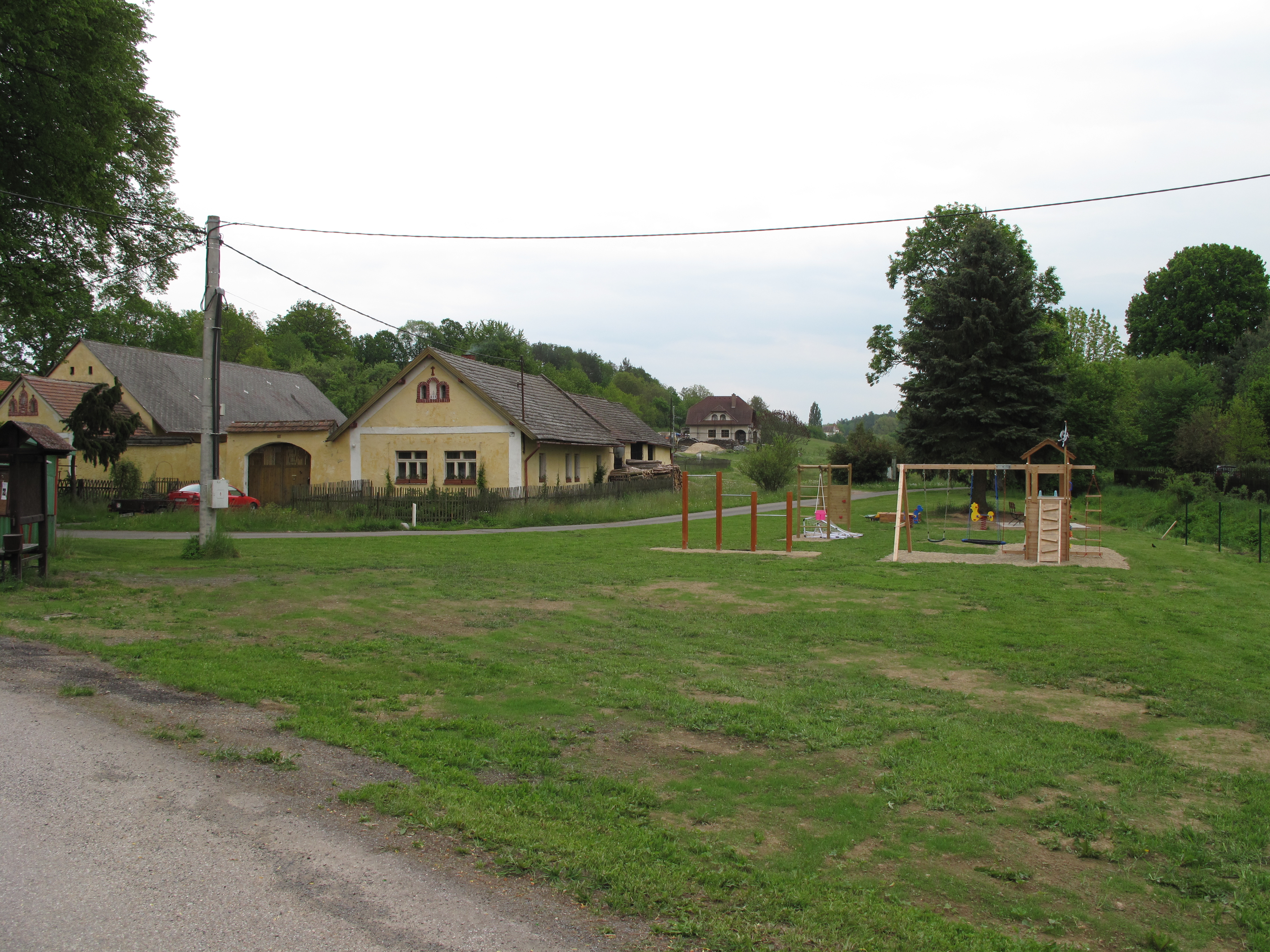
Dětské hřiště na návsi